# Arslonbek Tojiyev
Arslonbek Tojiyev (1 de abril de 1998) es un deportista uzbeko que compite en judo. Ganó una medalla de bronce en el Campeonato Asiático de Judo de 2025, en la categoría de –81 kg.

## Palmarés internacional
| Campeonato Asiático | Campeonato Asiático | Campeonato Asiático | Campeonato Asiático |
| Año                 | Lugar               | Medalla             | Categoría           |
| ------------------- | ------------------- | ------------------- | ------------------- |
| 2025                | Bangkok (Tailandia) | Medalla de bronce   | –81 kg              |